# Urbanista
Urbanista（アーバニスタ）は、スウェーデン・ストックホルムに本社を置く音響機器メーカー。主にワイヤレスヘッドフォン・イヤフォン、スピーカーの製造、販売を行っている。ヘッドフォンやイヤフォンに、世界で初めてソーラーパネルを搭載し、太陽光や人工光で充電を行うことができる製品を一般発売した。

## 略歴
2010年にスウェーデンの首都・ストックホルムで設立。社名は、urban（都市）と、-ista（～な人）を組み合わせた造語である。
2021年春に、ソーラーパネルを搭載し、太陽光および人工光で充電可能なヘッドフォン「LOS ANGELES」を発売。世界初の光発電による充電を可能としたヘッドフォンとなった。日本では、同年11月に発売された。この製品には、Exeger（エクセジャー）社のソーラーパネル「Powerfoyle」（パワーフォイル）が用いられた。この「LOS ANGELES」は、2022年のレッド・ドット・デザイン賞とiFデザイン賞を受賞している。同年には、トゥルーワイヤレスステレオ（TWS）の充電ケースにソーラーパネルを搭載した「PHOENIX」を発売。更に2023年には、ソーラーパネルを搭載したワイヤレススピーカー「MALIBU」を発売した。

## 製品
Urbanistaの製品名は、世界各国の都市名が使用されている。

### ヘッドフォン
- VALENCIA
- MIAMI
- LOS ANGELES
- DETROIT
- NEW YORK
- SEATTLE
- COPENHAGEN[注釈 2]

### イヤフォン
- AUSTIN
- PORTO
- COPENHAGEN[注釈 3]
- SANTA MONICA
- PALO ALTO
- PHOENIX
- SAN FRANCISCO
- ATLANTA
- SEOUL
- LISBON
- LONDON
- STOCKHOLM
- ATHENS
- PARIS
- TOKYO
- CHICAGO
- ROME
- MADRID
- MIRAN
- BOSTON
- BERLIN
- RIO
- OSLO
- IBIZA

### スピーカー
- MALIBU
- SYDNEY
- MELBOURNE